# Flores do Piauí
Flores do Piauí é um município brasileiro do estado do Piauí. Localiza-se a uma latitude 07º47'28" sul e a uma longitude 42º55'38" oeste, estando a uma altitude de 300 metros. Sua população estimada em 2004 era de 4.127 habitantes.

## História
Em 1964, a pequena localidade de Flores do Piauí foi emancipada como município, sendo desmembrado de Itaueira. No mesmo período, a cidade não contava com água encanada, energia elétrica e calçamento.

## Hidrografia
A hidrografia do município é composta por pequenos lagos e riachos além de alguns açudes construído em geral pelos moradores de comunidades. As principais fontes de águas são:
- Lagoa de Flores;
- Riacho do Mucaitá;
- Riacho do Catuaba;
- Rio Piauí.

## Rodovias
- PI 248 (Flores ao município de Rio Grande);
- PI 243 (Flores ao município de Ribeira).

## Economia
A economia do município é composta por:
▪ Comércios varejistas dos mais variados tipos;
▪ Uma pequena parte de produção de mel.

## Comunicação
Atualmente, a sede conta apenas com a Rádio Aparecida FM 93.5, logo que a Rádio Vale do Mucaitá foi extinta.

## Educação
A sede do município tem escolas da rede municipal e estadual de ensino.
Estadual:
Unidade Escolar Santo Antonio;
Unidade Escolar Professora Agda Gonzaga (desativada por problemas na estrutura).
Municipal:
Unidade Escolar Moderno Lucídio Portela;
Unidade Escolar Tia Isabel;
Unidade Escolar Tia Eulália.

## Saúde
Tem na cidade dois postos de saúde:
- Unidade Mista de Saúde Enfermeira Maria de Fátima;
- Centro de Saúde II;

Além do SAMU para atender a população.

## Principais comunidades
Comunidade Campestre
Comunidade Pajeú.

## Festejos de Santo Antônio
Santo Antônio de Pádua (1195-1231) é um santo venerado pela Igreja Católica. Foi canonizado pelo Papa Gregório IX em 30 de maio de 1232. Seu dia festivo é comemorado no Brasil e em Portugal em 13 de junho.
Fernando de Bulhões, conhecido como Santo Antônio nasceu em Lisboa, Portugal, no dia 15 de agosto de 1195. Filho de Martinho de Bulhões e Maria Tereza Taveira desde pequeno acompanhava os pais nas celebrações na catedral de Lisboa.
Todos os anos, entre os dias 1° e 13 de Junho, são realizados os Festejos de Santo Antônio (padroeiro da cidade). Durante a trezena, são montadas bancas dos mais variados negócios (desde lanches até roupas) e são realizadas festas com grandes bandas. Centenas de pessoas chegam à cidade neste período para aproveitar as festividades. [carece de fontes?]